# ZX80

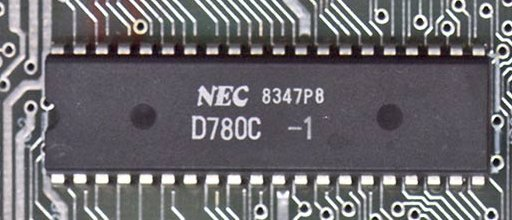
NEC D780C, klon mikroprocesora Z80 firmy NEC na płycie ZX Spectrum

ZX80 – pierwszy komputer domowy Clive’a Sinclaira z wbudowanym językiem Sinclair BASIC, wypuszczony na rynek w lutym 1980 r., na wystawie komputerowej w Wembley, a opracowywany od maja 1979 r. Był następcą mikrokomputera MK14.

## Historia
Komputer miał mikroprocesor NEC 780-C (klon procesora Z80) z zegarem 3,25 MHz, 1 KB pamięci RAM, rozszerzalnej zewnętrznie do 16 KB (pierwsze rozszerzenia pamięci, które wprowadziła na rynek firma Sinclair Research miały wielkość 3 KB, moduły szesnastokilobajtowe wprowadzono do oferty po znacznych spadkach cen pamięci w początkach lat 80. XX wieku), oraz 4 KB pamięci ROM. Urządzenie potrafiło wykonywać obliczenia jedynie na liczbach całkowitych. Wyjście wideo RF do telewizora umożliwiało wyświetlanie 24 wierszy po 32 znaki monochromatycznego tekstu lub grafikę w dwukrotnie wyższej rozdzielczości. ZX80 nie potrafił generować dźwięku. Programy można było zapisywać na kasecie magnetofonowej. Autorem interpretera języka BASIC zastosowanego w ZX80 był John Grant.
ZX80, którego sprzedaż sięgnęła 50 000 sztuk, był sprzedawany w formie zestawu do montażu za 79,95 GBP lub za 99,95 GBP w gotowej formie. Był popularny wśród hobbystów komputerowych jako narzędzie edukacyjne do nauki informatyki. Maszyna była promowana w jednym z ogłoszeń jako urządzenie mogące sterować elektrownią atomową.
Następcą ZX80 był mikrokomputer ZX81.